# Francis Poulenc

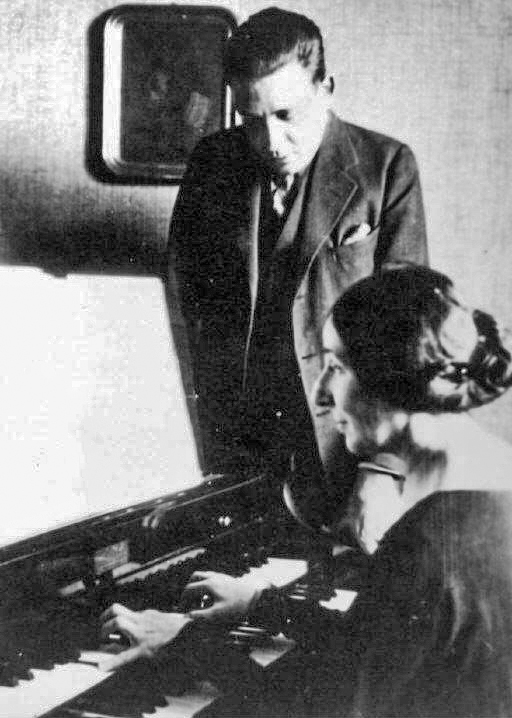
Poulenc i klawesynistka Wanda Landowska.

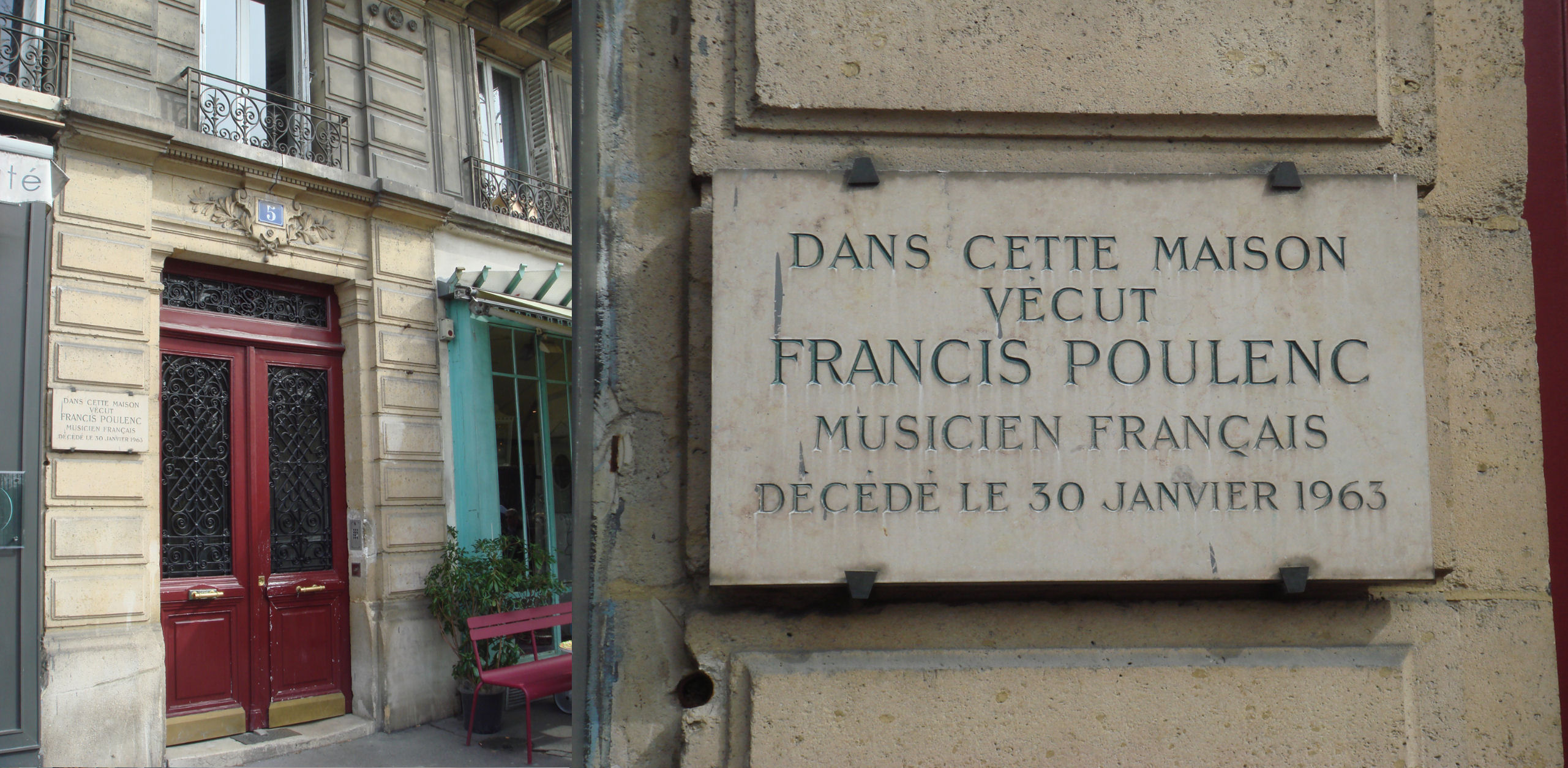
Tablica poświęcona Francisowi Poulenkowi

Francis Poulenc (ur. 7 stycznia 1899 w Paryżu, zm. 30 stycznia 1963 tamże) – francuski kompozytor.
Jego wszechstronne zainteresowania kompozytorskie zaowocowały wieloma sonatami na różne instrumenty (m.in. Sonate pour violoncelle et piano), cyklami pieśni (Banalités, Chansons villageoises), operami (Les mamelles de Tirèsias, Dialogi karmelitanek), kantatami (Bal maskowy, Postać ludzka), koncertami zarówno na fortepian, jak i klawesyn, baletem (Łanie w Monte Carlo) oraz wieloma innymi utworami orkiestrowymi, jak i wokalnymi. Tworzył także muzykę filmową.

## Życiorys
Francis Poulenc urodził się 7 stycznia 1899 roku w Paryżu. Od najmłodszych lat muzyka była częścią jego życia, gdyż jego matka często grywała na fortepianie. Wkrótce i mały Francis rozpoczął naukę gry na tym instrumencie.
W wieku 19 lat przyszły kompozytor odbył służbę we francuskim wojsku, gdzie przebywał 10 dni w wojskowym więzieniu za przedłużanie pobytu w Paryżu.
Jego małą ojczyzną był właśnie Paryż, Poulenc od dziecka wolał życie w wielkim mieście niż na wsi. Jednak, aby hałas wielkiej aglomeracji nie zakłócał kompozytorskiej pracy Francuza, spędzał on bardzo wiele czasu w dolinie Loary.
Poulenc nigdy nie ukrywał swojej orientacji seksualnej – był osobą homoseksualną. Jego pierwszym partnerem był malarz, Richard Chanelaire, któremu zadedykował jeden ze swoich koncertów, Concert champêtre. Powiedział również: „Ty zmieniłeś moje życie, jesteś światłem moich trzydziestu lat, powodem życia i pracy”.
Wielki wpływ na życie i twórczość Poulenca miał fakt śmierci jego partnerów. W 1923 roku zmarł na dur brzuszny jego o 4 lata młodszy partner, powieściopisarz Raymond Radiguet.
W 1950 roku krytyk Claude Rostand opisał w artykule w „Paris-Presse” Poulenca krótko: „Pół mnich, pół łobuz”. Francis był entuzjastą mostów, miłośnikiem psów, hipochondrykiem, nie był pewny siebie i był uzależniony od leków nasennych.
Odznaczony Legią Honorową w stopniu kawalera (1945) i oficera (1953).

## Twórczość
Francis Poulenc nigdy nie ukończył żadnych studiów muzycznych, uczył się tylko gry na fortepianie u Ricardo Viñesa, wybitnego pianisty, oraz studiował prywatnie kompozycję u Charlesa Koechlina. Dalsze studia uniemożliwił mu wybuch I wojny światowej.
Muzyka Poulenca, należąca do stylu neoklasycznego, jest bardzo urozmaicona, gdyż bardzo wiele czynników miało wpływ na jego twórczość. Najsilniej oddziaływali na niego tacy kompozytorzy, jak Igor Strawinski i Emmanuel Chabrier, a także popularna muzyka francuska i wodewil (styl teatralny, znany również jako variety). Czerpał również z twórczości Béli Bartóka, Arnolda Schönberga, Claude’a Debussy’ego i Maurice’a Ravela. W 1914 roku Poulenc oglądał balet Święto wiosny Strawinskiego, którym dyrygował Pierre Monteux. Wiele lat później powiedział: „Nawet dziś drżę z emocji na myśl o cudzie tej produkcji: harmonijny wszechświat nagle otwarty naprzeciwko mnie. Moja muzyka nigdy nie zapomniała tego pierwszego pocałunku miłości”.
Poulenc był wzrokowcem, więc na jego pracę wpływały często sztuki wizualne, takie jak malarstwo, literatura czy rzeźba.
Debiutem kompozytorskim Poulenca była Rapsodie nègre napisana w 1917 roku na baryton, fortepian, kwartet smyczkowy, flet i klarnet, oparta na tekście rzekomo napisanym przez liberyjskiego poetę, ale tak naprawdę składającym się z bezsensownych francuskich wyrazów i elementów paryskiego slangu. Przez ten epizod w swojej twórczości Poulenc nie mógł cieszyć się szacunkiem Paryskiego Konserwatorium, ale jego poczucie humoru spodobało się Ravelowi i Strawińskiemu.
Po I wojnie światowej Poulenc, wraz z grupą młodych kompozytorów – jego bliskich przyjaciół, założył Les Six (Grupę sześciu). W jej skład wchodzili zwolennicy innego kompozytora tej epoki, Erika Satie, tj.: Georges Auric, Louis Durey, Arthur Honegger, Darius Milhaud, Francis Poulenc i Germaine Tailleferre (jedyna kobieta w grupie). Nazwa zespołu nawiązywała do nazwy innej grupy kompozytorów, Rosyjskiej Piątki zwanej Potężną Gromadką. Grupa była związana także z pisarzem Jeanem Cocteau. W okresie współpracy z nimi Poulenc skomponował m.in. Trois mouvement perpetuels. 
Fascynacja dadaizmem powodowała, że w tym czasie kompozytor nawiązywał do paryskiej muzyki popularnej i kabaretowej, tworzył utwory łatwe w odbiorze. Z powodu jego umiejętności pianistycznych, utwory napisane na ten instrument zdominowały jego wczesną twórczość.
Jego przyjaźń z poetami z Montparnasse’u (dzielnica Paryża), takimi jak Guillaume Apollinaire, Max Jacob i Paul Éluard spowodowała, że napisał ponad 150 piosenek artystycznych.
Poulenc jest także autorem kilku baletów: Les biches (Łanie) (leitmotiv z ronda był sygnałem wywoławczym popularnego w latach 60. XX w. programu popularnonaukowego Eureka) i „koncertu choreograficznego” Aubade (Poranna serenada) do własnego libretta, wystawionego na prywatnym przyjęciu u hr. De Noailles. Wspólnie z innymi członkami Grupy Sześciu uczestniczył w napisaniu muzyki do ekstrawaganckiego baletu Jeana Cocteau Les Maries de la Tour Eiffel (Małżonkowie z Wieży Eiffla).
Francuski kompozytor pozostawił po sobie wspaniałą muzykę orkiestrową oraz liczne utwory chóralne. W 1936 r. nawrócił się na wiarę katolicką, co spowodowało, że nabrał również poważniejszego stosunku do własnej twórczości i zaczął tworzyć utwory religijne. Jego ulubionym gatunkiem stała się jednak opera. Pierwsza z trzech oper Poulenca, Les Mamelles de Tirésias (1947), była oparta na sztuce Apollinaire'a i przygotowana dla paryskiej Opéra-Comique, w związku z czym kompozytor napisał ją w duchu prostych piosenek z wcześniejszego okresu swojej twórczości.
Najsłynniejszym dziełem operowym Poulenca są Dialogi karmelitanek napisane w 1957 roku na zlecenie Ricordiego dla mediolańskiej La Scali. Opowiada ona o dokonaniach karmelitanek podczas Rewolucji Francuskiej i jest oparta na dramacie Georgesa Bernanosa. Ostatnia opera kompozytora to jednoaktowa tragedia zatytułowana La Voix humaine (Głos ludzki), oparta na sztuce Jeana Cocteau pod tym samym tytułem. Jej premiera odbyła się 6 lutego 1959 roku. Oprócz tych trzech oper, Poulenc skomponował kilka koncertów na organy, klawesyn i fortepian, mszę oraz muzykę kameralną tylko z kilkoma utworami na orkiestrę.
 Francis Poulenc zmarł na atak serca 30 stycznia 1963 roku i został pochowany na Cmentarzu Père Lachaise w Paryżu.

## Dzieła
- Opery: Dialogi karmelitanek – 1957 ; La Voix humaine (Głos ludzki) – 1959
- Opera buffa: Les Mamelles de Tirésias – 1947
- Dzieła religijne: Litanies à la Vierge Noire (Notre-Dame de Rocamadour) – 1936, Stabat Mater – 1950, Gloria pour soprano solo, chœur mixte et orchestre – 1959[5], Sept répons des ténèbres – 1962
- Sonata na flet i fortepian (1957) poświęcona pamięci amerykańskiej pianistce i mecenasowi muzyki Elizabeth Sprague Coolidge. Utwór powstał we współpracy z flecistą Jeanem-Pierre’em Rampalem
- L’Histoire de Babar, le petit éléphant (Historia Babara, małego słonia) na głos recytujący i fortepian (zorkiestrowana później przez Jeana Françaix)
- Koncert na organy, instrumenty strunowe i kotły, Koncert na dwa fortepiany, Concert champêtre na klawesyn dedykowany Louise’owi de Vilmorin

### Pisma muzyczne
- Journal de mes mélodies. Editions Grasset (1964)
- Journal de mes mélodies. Paris (1993)
- Correspondance 1910-1963. Paris / Fayard, (1994)
- A Bâtons Rompus